# Australothis rubrescens
Australothis rubrescens là một loài bướm đêm trong họ Noctuidae.

## Hình ảnh

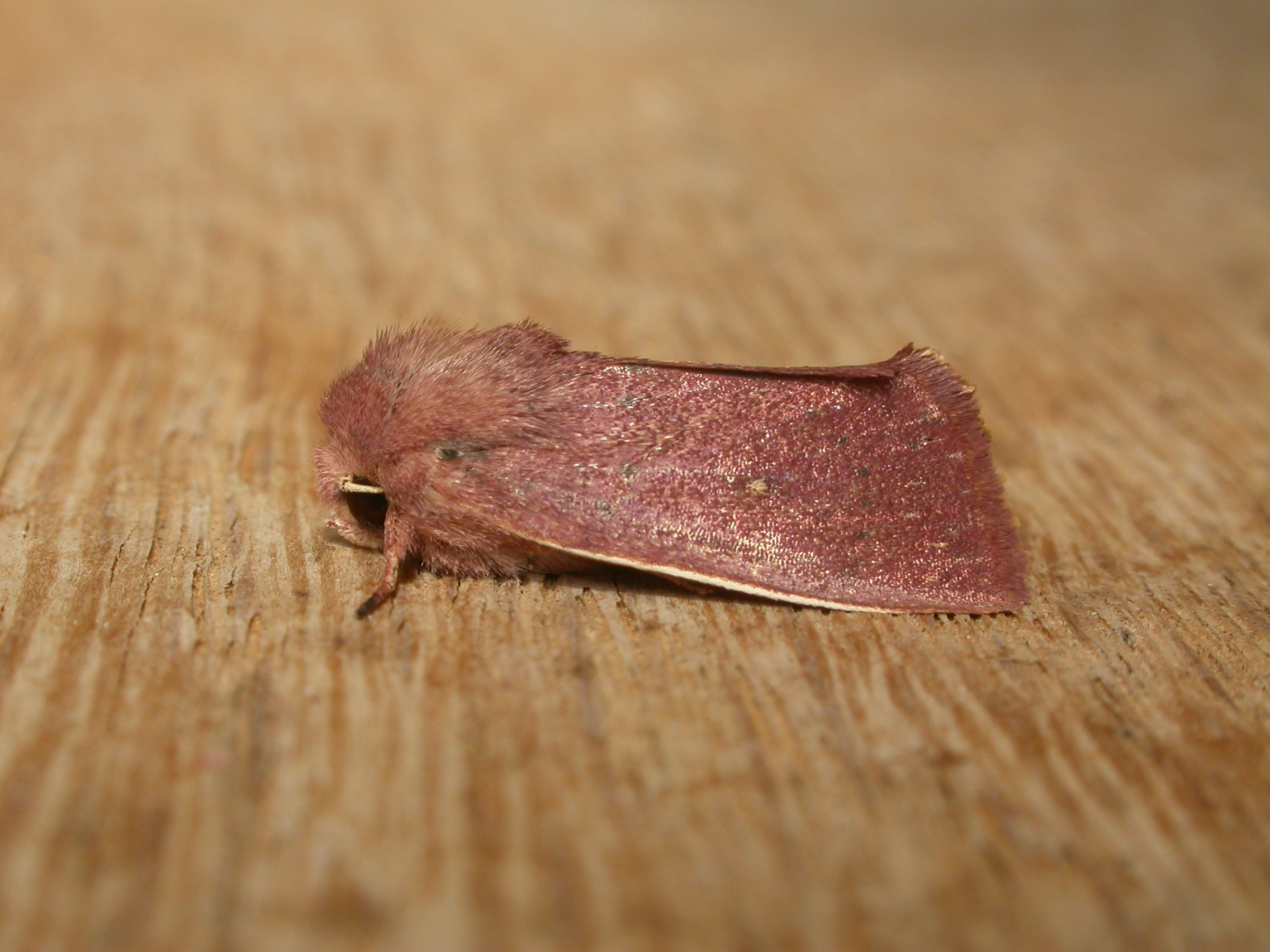